# Carlo Clerici
Carlo Clerici (Zürich, 3 september 1929 – aldaar, 28 januari 2007) was een Zwitsers professioneel wielrenner.
Het hoogtepunt van zijn carrière is de overwinning van de Giro d'Italia in 1954 .

## Hoogtepunten
- 1950: 3e ronde van stuwmeer Klingnau
- 1952: 2e kampioenschap van Zürich
- 1952: 3e Ronde van Zwitserland
- 1952: 1e GP in Zwitserland
- 1953: 3e kampioenschap van Zürich
- 1954: 1e Giro d'Italia
- 1954: 3e Zwitsers wegkampioenschap
- 1954: 1e Grote Prijs van Locle
- 1954: 3e Ronde van Romandië
- 1955: 2e Zwitsers wegkampioenschap
- 1955: 3e Ronde van Zwitserland
- 1956: 1e kampioenschap van Zürich
- 1956: 2e Tour de Romandie

## Resultaten in voornaamste wedstrijden
| Jaar | Ronde van Italië | Ronde van Frankrijk | Ronde van Spanje |
| ---- | ---------------- | ------------------- | ---------------- |
| 1952 | 23e              |                     |                  |
| 1953 | opgave           |                     |                  |
| 1954 | ↑ (1)            | 12e                 |                  |
| 1955 | 26e              | opgave              |                  |
| 1956 | opgave           |                     |                  |
| 1957 |                  | opgave              |                  |

| Jaar | Milaan-San Remo |
| ---- | --------------- |
| 1952 |                 |
| 1953 |                 |
| 1954 | 84e             |
| 1955 | 17e             |
| 1956 | 32e             |
| 1957 | 74e             |

Wielerploegen van Carlo Clerici
Ambrosio ·
Bahamontes ·
Borcy ·
Bordin ·
Botella ·
Carizzoni ·
Clerici ·
Corrales ·
De Lathouwer ·
Decock ·
Derycke ·
Ernzer ·
van Est ·
Fornasari ·
Galdeano ·
Gaul ·
Gelabert ·
Graf ·
Hoevenaars ·
Hollenstein ·
Iturat ·
Kemp · 
Kerckhove ·
Keteleer ·
Luyten ·
Metra ·
Noyelle ·
Poblet ·
Ruiz ·
Schär ·
Schils ·
Schotte ·
Schroeders ·
Serra ·
Strehler ·
Van Der Helst ·
Van Looy ·
Vannitsen ·
Verhelst ·
Verplaetse ·
Vidaurreta